# 메다로트
《메다로트》(Medabots, メダロット)는 게임보이용 게임을 원작한 일본의 애니메이션 시리즈이다.
1999년 7월부터 2000년 6월까지 방영했으며, 2기인 《메다로트 혼》(メダロット魂)은 2000년 7월부터 2001년 3월까지 방영했다. 대한민국에서는 2005년에 대원방송에서 방영되었다.

## 등장인물
텐료 잇키(강승리)
성우 - 야마자키 미사루/이선호
아마자케 아리카(한슬기)
성우 - 센다이 에리/정미숙
키쿠히메(나수빈)
성우 - 스즈키 마사미/이현주
준마이 카린(김윤희)
성우 - 사카모토 마아야/한수림
카라쿠치 코우지(윤태수)
성우 - 양석정

### 메다로트
메타비
브라스
성우 - 스즈키 마사미/정현경
스미로드너드
성우 - 츠루오카 사토시
센트너스
성우 - 나미키 노리코
워버니트
성우 - 타케모토 에이지